# Molophilus nurawordubununa
Molophilus nurawordubununa là một loài ruồi trong họ Limoniidae. Chúng phân bố ở miền Australasia.